# Samodreža
Ne doit pas être confondu avec Samodraža.
Samadrexhë en albanais et Samodreža en serbe latin (en serbe cyrillique : Самодрежа) est une localité du Kosovo située dans la commune/municipalité de Vushtrri/Vučitrn et dans le district de Mitrovicë/Kosovska Mitrovica. Selon le recensement kosovar de 2011, elle compte 323 habitants, dont 1 319 Albanais.

## Histoire
Sur le territoire du village se trouve le site de Gradina, dont les vestiges remontent au Moyen Âge ; mentionné par l'Académie serbe des sciences et des arts, il est inscrit sur la liste des monuments culturels du Kosovo.
L'église Saint-Lazare, construite au XIVe siècle, elle aussi mentionnée par l'Académie serbe, fait également l'objet d'un classement kosovar.

## Démographie

### Évolution historique de la population dans la localité
| 1948 | 1953 | 1961 | 1971  | 1981  | 1991  | 2011  |
| ---- | ---- | ---- | ----- | ----- | ----- | ----- |
| 842  | 927  | 979  | 1 165 | 1 396 | 1 515 | 1 321 |

|  |